# Friedrich I. (Anhalt)

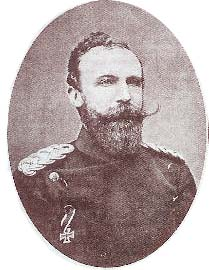
Herzog Friedrich I. von Anhalt

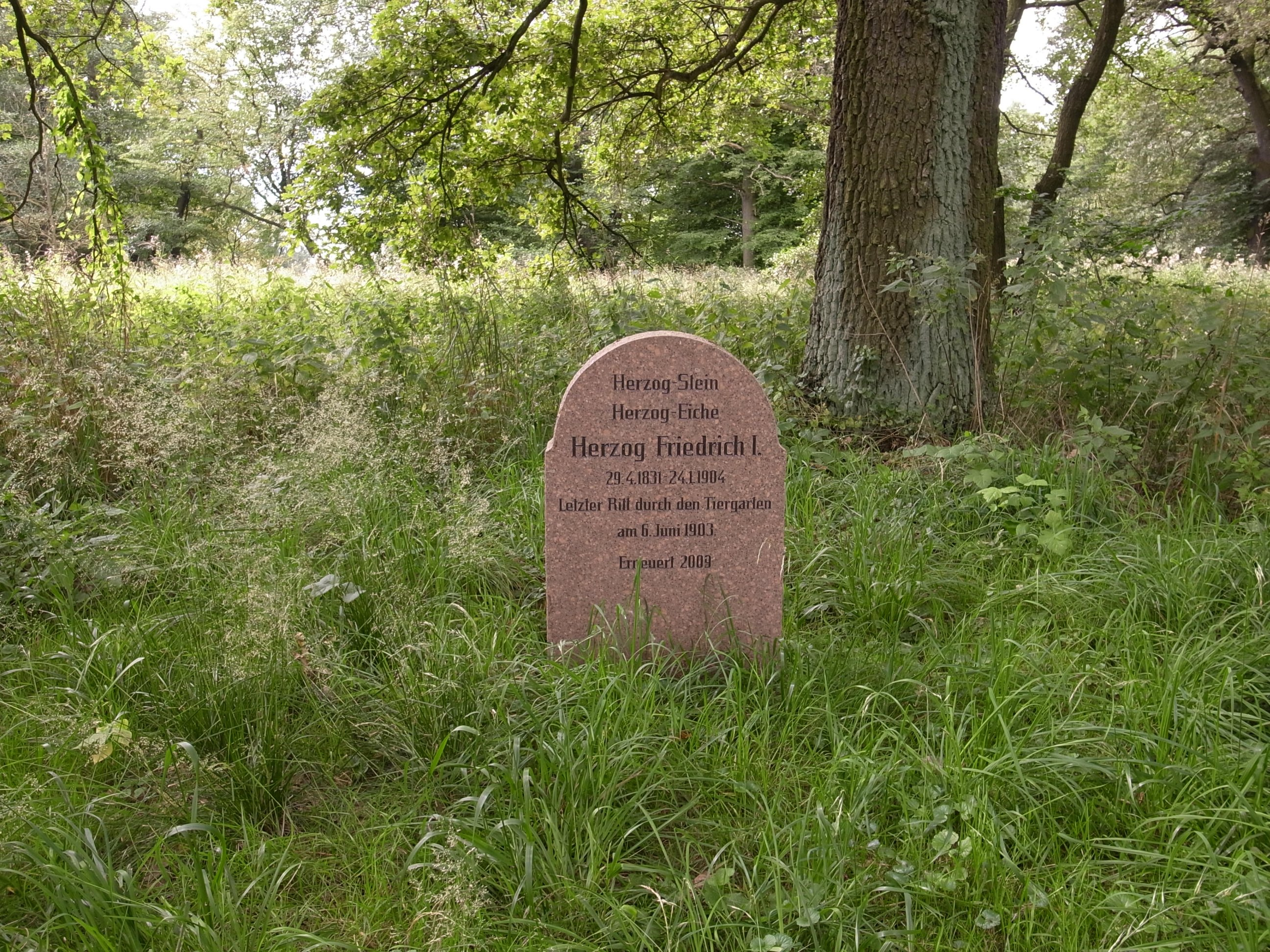
Herzog-Stein in Dessau

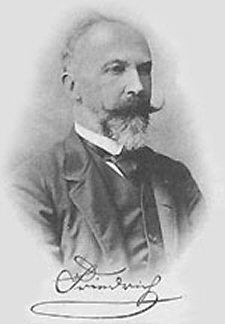
Herzog Friedrich I. von Anhalt

Friedrich Herzog von Anhalt auf 2-Mark-Münze von 1876

Leopold Friedrich I. Franz Nikolaus von Anhalt (* 29. April 1831 in Dessau; † 24. Januar 1904 in Ballenstedt) aus dem Haus der Askanier war als Friedrich I. von 1871 bis 1904 Herzog von Anhalt.

## Leben
Friedrich wurde als Sohn des Herzogs Leopold IV. von Anhalt-Dessau und der Prinzessin Friederike von Preußen (1796–1850) geboren. Seine Erziehung wurde von Karl Friedrich Heinrich Luppe (1819–1867), einem anhaltischen Theologen, übernommen. Er studierte in Bonn und Genf, trat 1851 als Premierleutnant in das 1. Garde-Regiment zu Fuß der Preußischen Armee in Potsdam ein und hielt sich seit 1853 in Dessau auf.
Mit dem Aussterben der Bernburger Linie 1863 wurde das Territorium des Fürstentums Anhalt-Bernburg mit dem Herzogtum Anhalt-Dessau vereinigt. Es entstand das neue Herzogtum Anhalt mit der Hauptstadt Dessau. Friedrichs Vater regierte dann als Leopold I., Herzog von Anhalt.
1864 nahm Friedrich im Stab seines Schwagers, des Prinzen Friedrich Karl von Preußen, am Schleswigschen Feldzug teil. 1867 wurde er Generalleutnant à la suite der Armee und beteiligte sich 1870/71 am Deutsch-Französischen Krieg. Hier nahm Friedrich an der Belagerung von Toul, den Kämpfen bei Beaumont und Sedan teil. Für Mont Valérien erhielt er das Eiserne Kreuz II. Klasse.
Er nahm in Vertretung seines Vaters an der Kaiserproklamation in Versailles am 18. Januar 1871 teil.
Als am 22. Mai 1871 sein Vater starb, folgte ihm Friedrich in der Regierung über die zum Herzogtum Anhalt vereinigten Länder, die ehemaligen Fürstentümer Anhalt-Dessau, Anhalt-Köthen und Anhalt-Bernburg. Kaiser Wilhelm I. ernannte Friedrich am 16. August 1876 zum Chef des Infanterie-Regiments Nr. 93, nachdem er ihn bereits drei Jahre zuvor zum General der Infanterie befördert hatte. Er war außerdem Ritter des Schwarzen Adlerordens sowie Inhaber des Roten Adlerordens I. Klasse mit Schwertern und des Großkreuzes des belgischen Leopoldordens.
Friedrich I. starb am 24. Januar 1904. Sein Nachfolger war sein Sohn Friedrich II.
Nach ihm war der Raddampfer Herzog Friedrich von Anhalt benannt.

## Ehe und Nachkommen
Am 22. April 1854 heiratete er Prinzessin Antoinette von Sachsen-Altenburg (* 17. April 1838 in Bamberg; † 13. Oktober 1908 in Berchtesgaden), Tochter des Prinzen Eduard von Sachsen-Altenburg († 1852). Aus dieser Ehe gingen folgende Kinder hervor:
- Leopold (1855–1886), Erbprinz von Anhalt

⚭ 1884 Prinzessin Elisabeth von Hessen-Kassel (1861–1955)
- Friedrich II. (1856–1918), Herzog von Anhalt

⚭ 1889 Prinzessin Marie von Baden (1865–1939)
- Elisabeth (1857–1933)

⚭ 1877 Großherzog Adolf Friedrich V. von Mecklenburg-Strelitz (1848–1914)
- Eduard (1861–1918), Herzog von Anhalt

⚭ 1895 (gesch. 1918) Prinzessin Luise von Sachsen-Altenburg (1873–1953)
- Aribert (1864–1933)

⚭ 1891 (gesch. 1900) Prinzessin Marie Louise von Schleswig-Holstein (1872–1956)
- Alexandra (1868–1958)

⚭ 1897 Fürst Sizzo von Schwarzburg (1860–1926)

## Auszeichnungen

### Orden und Ehrenzeichen
- Großkreuz des Hausordens Albrechts des Bären: 1. Oktober 1864[6]
- Orden Heinrichs des Löwen, Großkreuz: 1887[7]
- Hausorden der Treue: 1889[8]
- Orden Berthold des Ersten: 1889
- Hubertusorden
- Herzoglich Sachsen-Ernestinischer Hausorden, Großkreuz
- Guelphen-Orden, Großkreuz
- Großkreuz des Großherzoglich Hessischen Ludwigsordens: 14. Januar 1887
- Großkreuz des Takovo-Ordens
- Elefanten-Orden: 22. März 1873

## Denkmal
Der Bildhauer Ludwig Manzel schuf das bronzene Reiterstandbild des Herzogs Friedrich I. von Anhalt. Es wurde 1907 in Dessau feierlich enthüllt.
Der Berliner Bildhauer Fritz Heinemann schuf 1902 eine 78 cm hohe Büste in weißem Carrara-Marmor, die den Herzog in Uniform mit Orden zeigt.